# Bergenia
Bergenia é um género botânico pertencente à família Saxifragaceae.